# Colibrí becllarg
El colibrí becllarg (Heliomaster longirostris) és una espècie d'ocell de la família dels troquílids (Trochilidae) que habita boscos oberts, vegetació secundària, clars del bosc i zones més obertes, de les terres baixes i turons d'ambdues vessants, des d'Oaxaca i Veracruz cap al sud fins Panamà, i des de Colòmbia, Veneçuela, illa de Trinitat i Guaiana, cap al sud, per l'oest dels Andes fins al nord-oest del Perú i per l'est dels Andes a través de l'Equador i el Perú fins al nord i l'est de Bolívia i el Brasil.